# Radio 3net
Radio 3net „Florian Pittiș” este primul post public de radio online din România. Site-ul web al postului Radio 3Net găzduiește o colecție impresionantă de albume folk și rock, de povești ale teatrului radiofonic și de înregistrări video de la festivalurile muzicale din țară, precum Festivalul de Muzica Folk „Folk You”, Festivalul de muzică tânără „Prometheus” și Festivalul „Delta Fest”.
Pe www.radio3net.ro pot fi audiate „1001 de albume de ascultat într-o viață”, „Cele mai bune 500 de albume”, „Cele mai bune 500 de piese”, „Cei mai mari 100 de chitariști ai tuturor timpurilor” și „Cei mai buni 100 de artiști rock ai tuturor timpurilor”. Inițiatorul proiectului Radio 3Net a fost regretatul artist Florian Pittiș.
Este urmașul postului de radio Programul III, primul post interactiv din țara noastră, post de avangardă în perioada comunistă. Programul III a reprezentat o gură de aer proaspăt în vremea regimului comunist, un post îndrăzneț cu o atmosferă specială, care a strâns în jurul lui tineri, oameni de teatru și de muzică.